# Rumfartsvirksomheder
En liste over private virksomheder, der bygger – eller planlægger at bygge – løfteraketter, satellitter, bemandede rumfartøjer eller specialiserede komponenter af disse.

## Samlet Liste
- Ad Astra Rocket Company
- AERA Corporation
- Andrews Space
- ARCA
- Armadillo Aerospace
- Benson Space Company
- Bigelow Aerospace
- Blue Origin
- Canadian Arrow/Planetspace
- Da Vinci Project
- Interorbital Systems
- JP Aerospace
- Loral Space & Communications
- Masten Space Systems
- Orbital Sciences Corporation
- Orion Propulsion Incorporated – www.orionpropulsion.com
- Rocketplane
- Scaled Composites/The Spaceship Company
- Space Adventures
- SpaceDev
- SpaceQuest, Ltd.
- SpaceX
- Starchaser Industries
- Starsys
- T/Space
- Thortek Laboratories, Inc. Eagle Arkiveret 28. september 2007 hos  Wayback Machine
- Virgin Galactic
- XCOR

## Løfteraketter

### Suborbitale løfteraketter
- AERA Corporation – Altairis
- Armadillo Aerospace
- Blue Origin – New Shepard
- Canadian Arrow/Planetspace
- Da Vinci Project – Wild Fire
- Interorbital Systems – Neutrino
- Masten Space Systems – XA
- Rocketplane – Rocketplane XP
- Scaled Composites/The Spaceship Company – Spaceshipone, Spaceshiptwo
- Space Adventures – C-21
- SpaceDev – Dream Chaser
- Starchaser Industries – Starchaser 4, Starchaser 5
- XCOR – Xerus

### Orbitale Løfteraketter
- Armadillo Aerospace – foreslået
- Blue Origin
- Canadian Arrow/Planetspace
- Interorbital Systems – Tachyon (rumfartøj), SeaStar NSLV (rumfartøj), Neptune (rumfartøj)
- Masten Space Systems – O
- Orbital Sciences Corporation
- Scaled Composites/The Spaceship Company – SpaceShipThree
- SpaceDev – Dream Chaser – SpaceDev vil bygge Dream Chaser om til en kredsløbsversion
- SpaceX – Falcon 1, Falcon 5, Falcon 9
- T/Space – CXV
- XCOR – Xerus med andet trin

## Bemandede rumfartøjer
- AERA Corporation – Altairis
- Armadillo Aerospace
- Bigelow Aerospace
- Blue Origin
- Canadian Arrow/Planetspace
- Copenhagen Suborbitals
- Da Vinci Project – Wild Fire
- Interorbital Systems – Neutrino, Neptune
- Masten Space Systems – XA,O,XL
- Rocketplane – Rocketplane XP
- Scaled Composites/The Spaceship Company – Spaceshipone, Spaceshiptwo, Spaceshipthree
- Space Adventures – C-21
- SpaceDev – Dreamchaser
- SpaceX – Dragon
- Starchaser Industries – Nova, Nova 2, Thunderstar
- T/Space – CXV
- XCOR – Xerus (rumfartøj)

## Rumfartøjer der kan gå i månekredsløb
- Interorbital Systems – Neptune
- Masten Space Systems – O, XL
- SpaceX – Dragon
- T/Space – foreslået

## Satellitter
- Loral Space & Communications
- Orbital Sciences Corporation
- SpaceDev
- SpaceQuest, Ltd.

## Rumstationer
- Bigelow Aerospace
- SpaceQuest, Ltd.

## Passagerselskaber
- Benson Space Company
- Space Adventures
- Virgin Galactic